# Фернанду Брассард
Фернанду Жозе Алвіш Брассард (порт. Fernando José Alves Brassard, нар. 11 квітня 1972, Лоуренсу Маркіш) — португальський футболіст, що грав на позиції воротаря. По завершенні ігрової кар'єри — тренер.

## Клубна кар'єра
Народився 11 квітня 1972 року в місті Лоуренсу Маркіш, Португальський Мозамбік (нині — Мапуту, Мозамбік). Вихованець футбольної школи лісабонської «Бенфіки», втім за першу команду так і не дебютував у чемпіонаті і 1990 року опинився у клубі другого дивізіону «Лолетану», де теж не зіграв.
У сезоні 1991/92 виступав за «Марітіму», у складі якого дебютував у португальській прімейрі, але основним воротарем не був, зігравши лише 6 ігор, через що перейшов до «Жіл Вісенте», в якому був основним гравцем і з перервою на виступи за «Віторію» (Гімарайнш) грав до 1995 року.
Влітку 1995 року Брассард повернувся до рідної «Бенфіки», де став резервним голкіпером за спиною наддосвідченого Мішеля Прюдомма і за наступні два сезони своєї ігрової кар'єри зіграв лише 2 матчі у чемпіонаті, а також здобув Кубок Португалії 1995/96.
Протягом сезону 1997/98 років захищав кольори клубу «Варзім», а 1998 року перейшов до «Віторії» (Сетубал), за яку відіграв наступні 3 сезони. Завершив професійну кар'єру футболіста виступами за команду «Віторія» (Сетубал) у 2001 році.

## Виступи за збірну
У складі юнацької збірної Португалії до 20 років став переможцем молодіжного чемпіонату світу 1989 року в Саудівській Аравії та домашнього молодіжного чемпіонату світу 1991 року, ставши лише одним з трьох гравців в історії (поряд із партнером по команді Жуаном Пінту та аргентинцем Серхіо Агуеро), який здобув цей титул двічі поспіль. На першому турнірі він був запасним гравцем і на поле жодного разу не вийшов, а на другому був основним воротарем і зіграв у 5 іграх, пропустивши лише 1 гол.
Згодом залучався до складу молодіжної збірної Португалії, з якою став срібним призером молодіжного чемпіонату Європи 1994 року у Франції.

## Кар'єра тренера
Розпочав тренерську кар'єру невдовзі по завершенні кар'єри гравця, 2003 року, ставши тренером воротарів збірної Португалії, де пропрацював до 2009 року. А з 2010 року зайняв цю ж посаду у молодіжній збірній.

## Титули і досягнення
- Володар Кубка Португалії (1):

«Бенфіка»: 1995/96
- Молодіжний чемпіон світу: 1989, 1991